# Římskokatolická farnost Kostelec u Jihlavy
Římskokatolická farnost Kostelec u Jihlavy je územní společenství římských katolíků s farním kostelem svaté Kunhuty v děkanství jihlavském.

## Historie farnosti
Farní kostel svaté Kunhuty byl postaven v polovině 13. století v pozdně románském a raně gotickém slohu. Přestavěn byl v roce 1805. Zásadní změnou prošla farnost po roce 1945, kdy byla odsunuta převážná část německého obyvatelstva obce. Faráři přímo v Kostelci působili do roku 1990, od té doby je farnost spravována z Třeště. 

## Duchovní správci
Administrátorem excurrendo byl od září 2004 R. D. Mgr. Tomáš Caha.Toho v srpnu 2016 vystřídal, také jako administrátor excurrendo, P. Mgr. Adam Wolny, OFMConv. Ten zde ale působil pouze měsíc a poté byl administrátorem excurrendo ustanoven opět R. D. Mgr. Tomáš Caha. S platností od srpna 2018 byl ve farnosti ustanoven administrátorem excurrendo P. ThLic. Damián Jiří Škoda, OP. Toho dne 1. srpna 2022 vystřídal R. D. Martin Mokrý.

## Bohoslužby
| Kostel        | Místo    | Bohoslužba (den) | Hodina                     | Poznámka     |
| ------------- | -------- | ---------------- | -------------------------- | ------------ |
| svaté Kunhuty | Kostelec | sobota           | 15.30 (zima), 17.30 (léto) | farní kostel |

## Aktivity ve farnosti
Dnem vzájemných modliteb farností za bohoslovce a bohoslovců za farnosti brněnské diecéze je 6. prosinec. Adorační den připadá na 10. září.
Každoročně se ve farnosti koná tříkrálová sbírka. V roce 2015 se vybralo 14 668 korun. V roce 2018 šlo o 13 362 korun.